# Île Gareloi
L'île Gareloi (Anangusix̂ en aléoute) est la plus grande des îles Delarof, dans l'arc des îles Aléoutiennes, en Alaska. Il s'agit d'une île volcanique inhabitée de 67,23 km2 (9,7 de long et 8 km de large) située entre la passe Tanaga et la passe Amchitka. En son centre, le Gareloi, un stratovolcan, atteint une altitude de 1 573 m.

## Présentation

### Localisation

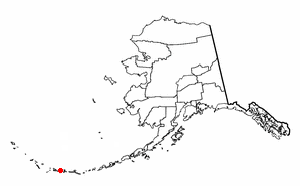
Carte de localisation de l'île Gareloi.

L'île longue de 9,7 km et large de 8 km est située entre la passe Tanaga et la passe Amchitka.

### Relief
En son centre, le Gareloi, un stratovolcan, atteint 1 573 m. De l'autre côté d'un petit ensellement, se dresse un autre sommet de taille plus réduite.

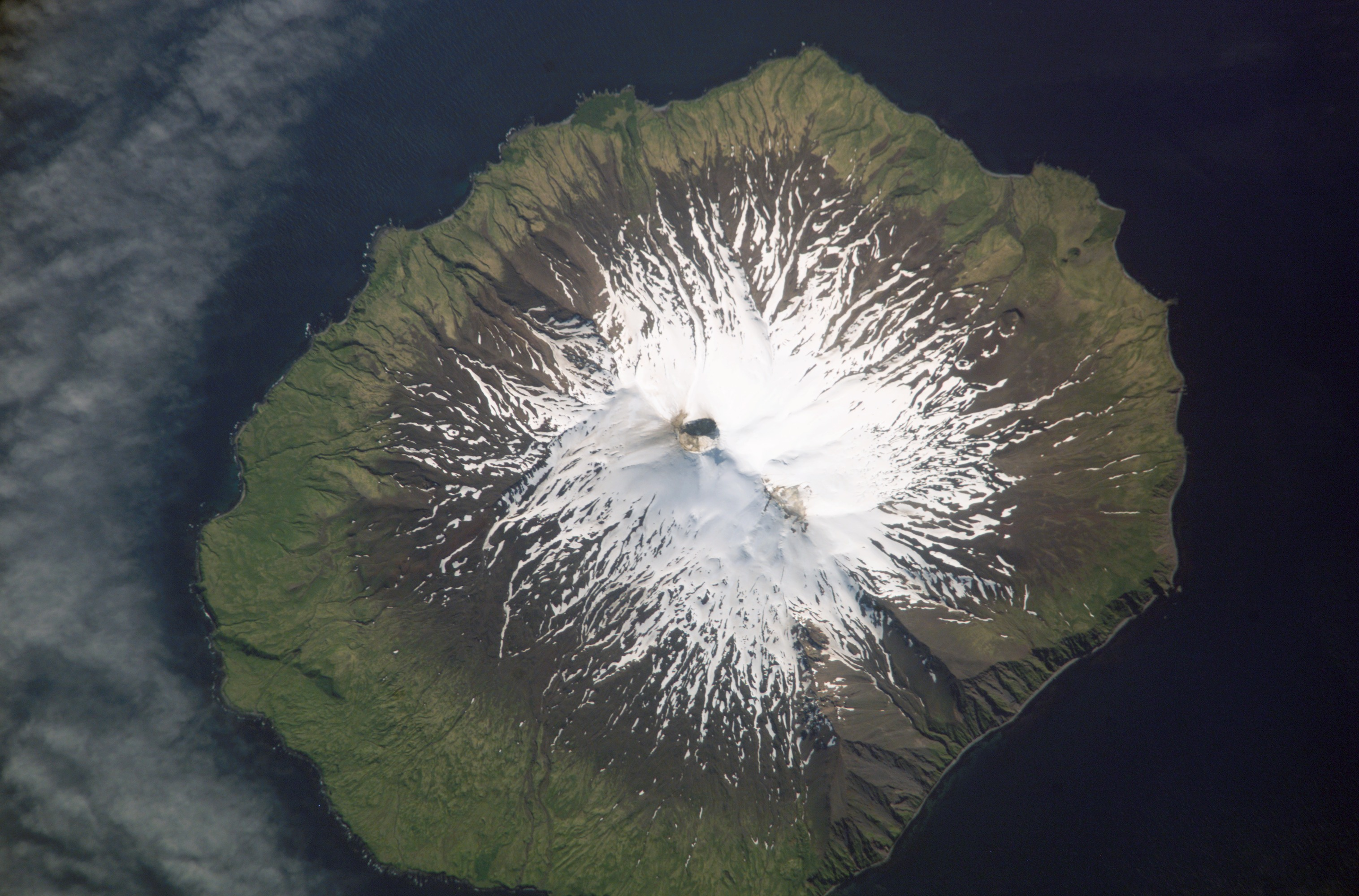
NASA.
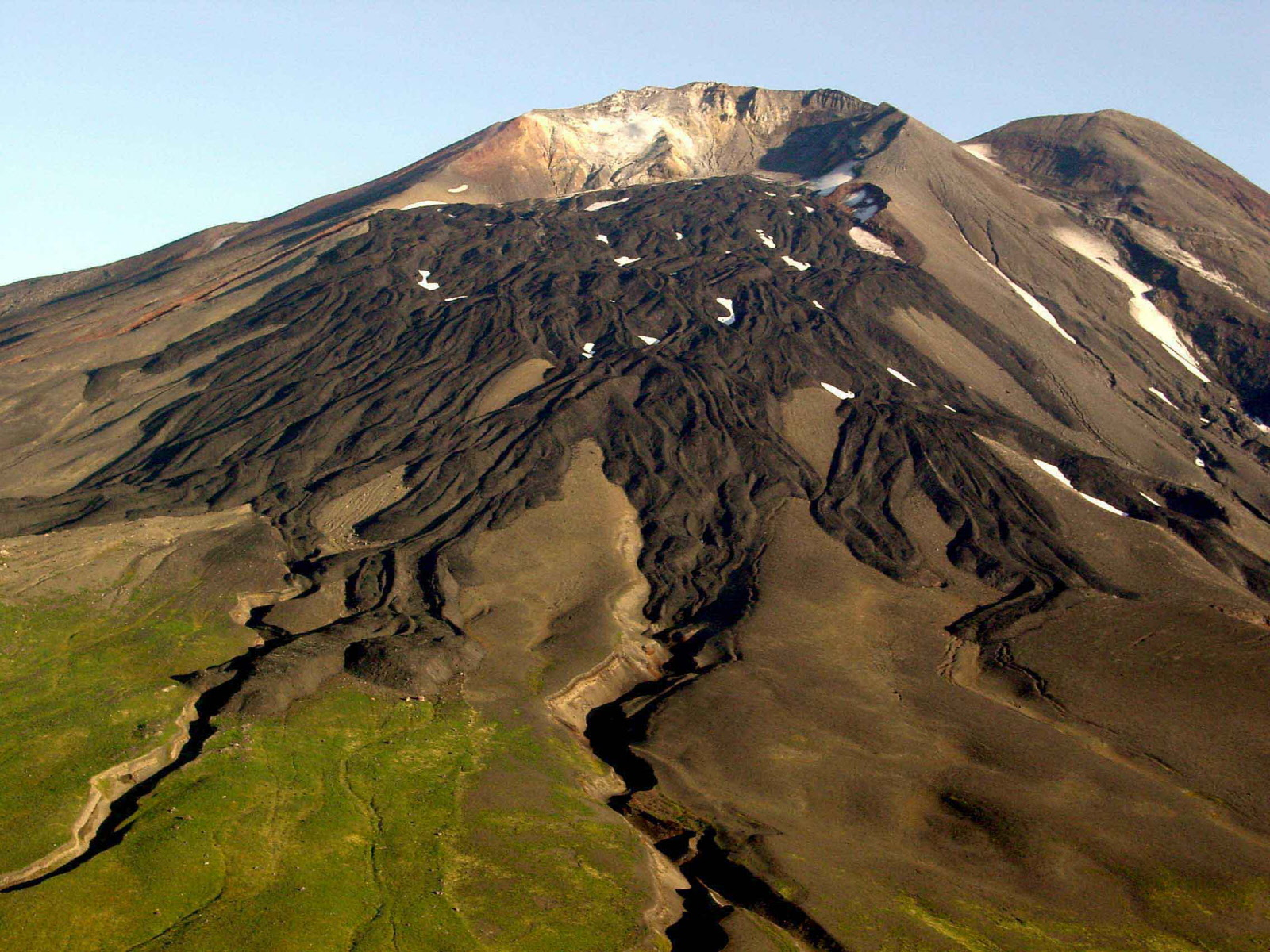
Flanc gauche du volcan Gareloi en 2003.

### Géologie
L'île est constituée de roche volcanique, lave noire, lave érodée et de cendres.
Les rives ont des falaises escarpées avec des pierres et des rochers à leur base. Les pierres, roches et pinacles s'étendent sous l'eau. Le varech entoure quasiment toute l'île et s'étend offshore sur 18 m. Des bas-fonds de 18 m ou plus sont présents dans un périmètre de 0,5 mi autour de l'île.
Le pic septentrional le plus élevé du volcan est situé sur le bord sud d'un cratère d'environ 300 m de diamètre, qui contient plusieurs fumerolles actives. Treize cratères plus jeunes, d'un diamètre compris entre 80 m et 1 600 m, sont alignés sur une fissure orientée sud-sud-est qui s'étend du littoral jusqu'au sommet sud. Ces cratères se sont formés pendant une importante éruption en 1929 qui a aussi produit quatre coulées de lave et un manteau de tuf andésitique qui couvre sur environ 2,4 à 4,8 km sur le flanc sud-est du volcan.
Quatre éruptions confirmées se sont produites dans les années 1980 et une non confirmée en 1996. Toute sauf une sont considérées comme des éruptions explosives.
Durant le printemps et l'été 2007, il y a eu une augmentation de l'activité sismique, avec parfois quarante tremblements de terre par jour.

### Faune
Les falaises côtières fournissent des sites de reproduction pour plus de 600 000 oiseaux marins, principalement pour des espèces de la famille des Alcidae nichant dans les crevasses. Les stariques minuscules représentent 62 % de la colonie, les stariques cristatelle 30 %, et les stariques perroquet 6 %. La population de chacune de ces espèces représente plus de 1% de leur population totale.

### Flore
Les pentes les plus basses et les vallées sont couvertes, à de nombreux endroits, d'herbe et de toundra.

### Démographie
L'île est inhabitée. La plage nord de l'île abrite une hutte de trappeurs.

### Webographie
- Ressource relative à la géographie :   - Geographic Names Information System
- Notice dans un dictionnaire ou une encyclopédie généraliste :   - Gran Enciclopèdia Catalana
- Notices d'autorité :   - VIAF
  - LCCN
  - Israël

 (mai 2021).
- Gareloi Island: Block 1136, Census Tract 1, Aleutians West Census Area, Alaska United States Census Bureau